# Cláudio Kano
Cláudio Mitsuhiro Kano (* 18. Dezember 1965 in São Paulo; † 1. Juli 1996 ebenda) war ein brasilianischer Tischtennisspieler. Er nahm an den Olympischen Spielen 1988 und 1992 teil.

## Werdegang
Cláudio Kano war japanischer Herkunft. Er gewann mehrere Medaillen bei Panamerikanischen Spielen 1983, 1987, 1991 und 1995, nämlich siebenmal Gold, dreimal Silber und zweimal Bronze. Fünfmal wurde er brasilianischer Meister, sechs Titelgewinne verzeichnete er bei Südamerika-Meisterschaften.
Bei den Olympischen Spielen 1988 in Seoul trat er im Einzel- und Doppelwettbewerb an. Nach zwei Siegen und fünf Niederlagen landete er auf Platz 41 im Einzel. Er gewann gegen Raymundo Fermín (Dominikanische Republik) und Ashraf Helmy (Ägypten) und verlor gegen Huang Huei-chieh (Taiwan), Farjad Saif (Pakistan), Zoran Kalinić (Jugoslawien), Erik Lindh (Schweden) und Desmond Douglas (Großbritannien). Im Doppel spielte er zusammen mit Carlos Kawai. Hier gelangen zwei Siege gegen Vong Lu Veng/Lo Chuen Tsung (Hongkong) und Marcos Núñez/Jorge Gambra (Chile). Fünf Spiele gingen verloren, wodurch sie Platz 17 erreichten.
Bei den Olympischen Spielen 1992 in Barcelona kam er sowohl im Einzel als auch im Doppel auf Platz 17. Im Einzel in Gruppe G bezwang er Roland Vími (Tschechoslowakei) und Louis Botha (Südafrika) und verlor gegen den späteren Gruppensieger Andrzej Grubba (Polen). Doppelpartner war diesmal Hugo Hoyama. Hier unterlagen sie Jean-Michel Saive/Philippe Saive (Belgien) und Kim Taek-soo/Yoo Nam-kyu (Südkorea), ein Sieg gelang nicht.
Am 1. Juli 1996 starb Cláudio Kano nach einem Motorradunfall.

## Turnierergebnisse
| Verband | Veranstaltung               | Jahr | Ort                  | Einzel         | Doppel         | Mixed     | Team |
| ------- | --------------------------- | ---- | -------------------- | -------------- | -------------- | --------- | ---- |
| BRA     | Latin American Championship | 1989 | Las Tunas            | Winner         | Runn-up        |           |      |
| BRA     | Latin American Championship | 1990 | Sancti Spiritus      | Winner         |                |           | 1    |
| BRA     | Latin American Championship | 1991 | Camaguey             | Winner         |                |           |      |
| BRA     | Latin American Championship | 1992 | Havana               | Runn-up        | Runn-up        |           |      |
| BRA     | Latin American Championship | 1994 | Sancti Spiritus      | Runn-up        | Winner         | Runn-up   | 1    |
| BRA     | Olympic Games               | 1988 | Seoul                | Lost 1st stage | Lost 1st stage |           |      |
| BRA     | Olympic Games               | 1992 | Barcelona            | Lost 1st stage | Lost 1st stage |           |      |
| BRA     | PAN-American Games          | 1983 | Caracas              | QF             | Winner         | SF        | 1    |
| BRA     | PAN-American Games          | 1987 | Indianapolis         | SF             | Runn-up        |           | 1    |
| BRA     | PAN-American Games          | 1991 | Havana               | Runn-up        | Winner         |           | 1    |
| BRA     | PAN-American Games          | 1995 | Mar del Plata        | Runn-up        | Winner         |           | 1    |
| BRA     | Pro Tour                    | 1996 | BRA                  | QF             |                |           |      |
| BRA     | World Cup                   | 1986 | Port of Spain        | 10             |                |           |      |
| BRA     | World Cup                   | 1987 | Macao                | 6              |                |           |      |
| BRA     | World Cup                   | 1989 | Nairobi              | 6              |                |           |      |
| BRA     | World Cup                   | 1990 | Chiba City           | 9-12th places  |                |           |      |
| BRA     | World Cup                   | 1991 | Kuala Lumpur         | 13-16th places |                |           |      |
| BRA     | WTC-World Team Cup          | 1990 | Hokkaido,Aomori,Niig |                |                |           | 9    |
| BRA     | WTC-World Team Cup          | 1994 | Nimes                |                |                |           | 13   |
| BRA     | World Championship          | 1983 | Tokyo                | Qual           | Qual           | dnp       | 33   |
| BRA     | World Championship          | 1985 | Gothenburg           | Rd of 64       | Rd of 64       | Rd of 64  | 26   |
| BRA     | World Championship          | 1987 | New Delhi            | Rd of 16       | Rd of 32       | Rd of 32  | 27   |
| BRA     | World Championship          | 1989 | Dortmund             | Rd of 128      | Rd of 64       | Rd of 64  | 19   |
| BRA     | World Championship          | 1991 | Chiba City           | Rd of 64       | Rd of 64       | dnp       | 21   |
| BRA     | World Championship          | 1993 | Gothenburg           | Rd of 128      | Rd of 32       | Rd of 128 | 29   |
| BRA     | World Championship          | 1995 | Tianjin              | Rd of 64       | Rd of 64       | Rd of 128 | 30   |